# Lacabou (Ort)
Lacabou ist eine osttimoresische Siedlung im Suco Namolesso (Verwaltungsamt Lequidoe, Gemeinde Aileu).

## Geographie und Einrichtungen
Das Dorf Lacabou liegt im Westen der Aldeia Lacabou, in einer Meereshöhe von 1302 m. Es liegt im Zentrum der aus mehreren Dörfern zusammengewachsenen Siedlung Namolesso, die sich auch nach Westen und Osten in die dortigen Aldeias ausdehnt. Hier befinden sich eine Kirche, die Grundschule Escola Primaria Namuleso und die Sitze des Verwaltungsamts Lequidoe und des Sucos Namolesso.
Westlich schließt sich an Lacabou die Siedlung Aitoin an, östlich Serema.